# Сіоні (храм)
Сіоні (სიონი) — так називали на честь Сіонської гори головний храм Тбілісі, освячений в ім'я Успіння Пресвятої Богородиці. Стоїть на березі річки Кури в історичному центрі міста. До будівництва собору Цмінда Самеба (2004 р.) тут знаходилася кафедра грузинського католікоса.

## Історія
Застування храму приписується Вахтангу I Горгасалу. Більш ймовірно, що ініціатором будівництва виступив наприкінці VI століття куропалат Гурам I (тут же, мабуть, і похований). Ця первісна церква після формування тбіліського емірату була знесена арабами.
В 1112 р. Давид IV Будівельник, звільнивши Тбілісі від арабів, звів у місті новий собор, який не раз зазнавав руйнувань та відновлення. Особливо значні роботи потрібні були після нашестя Джелал ад-Дін Манкбурні і землетрусу 1668 року.
У вересні 1795 року собор дуже постраждав від навали Ага-Мухаммед-хана. Були спалені дерев'яні хори і іконостас, фрески покрилися кіптявою і сажею. Собор незабаром був відновлений і в 1817 р. Минай Медічі писав, що «він великий і чудовий, розмальований всередині картинами з Біблії».

## Зовнішність
Після реставрації 1980—1983 рр. храм Сіоні, незважаючи на складну будівельну історію, зберіг свій середньовічний вигляд. Осторонь собору дві дзвіниці — одна старовинна, триярусна, споруди XV століття, зруйнована персами і відновлена в XX столітті, інша — типовий зразок російського класицизму (побудована в 1812 р.).
В інтер'єрі храму збереглися фрески російського художника Григорія Григоровича Гагаріна. Перше місце серед храмових реліквій займає дуже древній хрест святої Ніни.

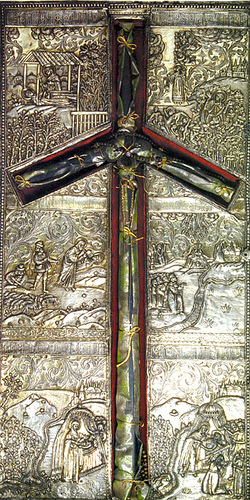
Хрест св. Ніни
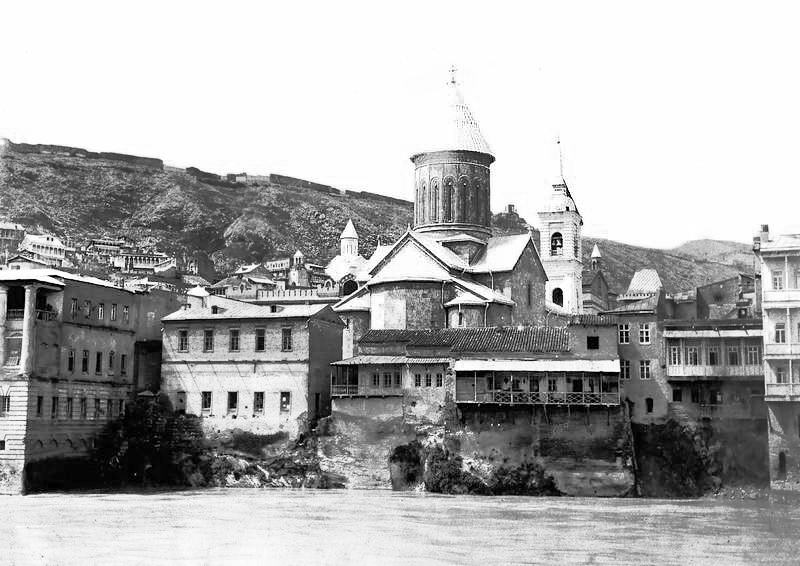
Сіоні на фото XIX століття
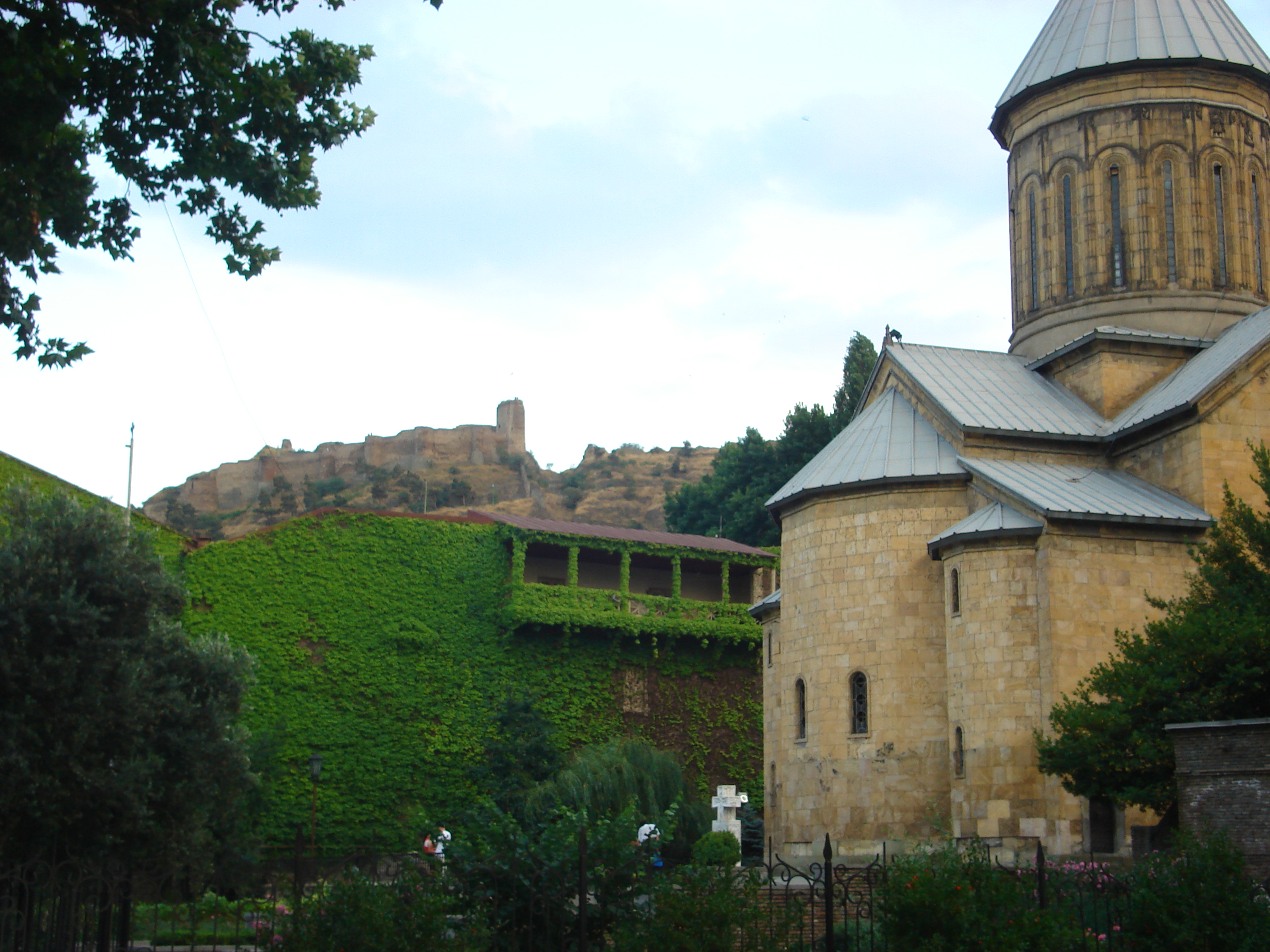
Вид на Сіоні з боку Нарікали
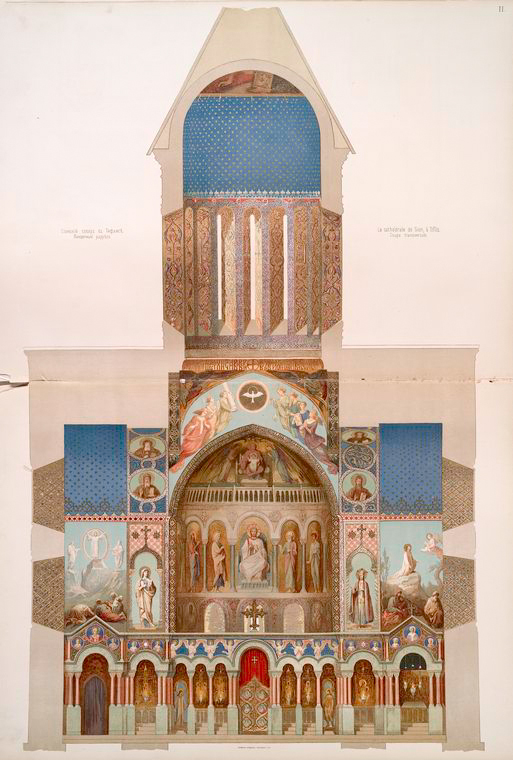
План стінопису Гагаріна
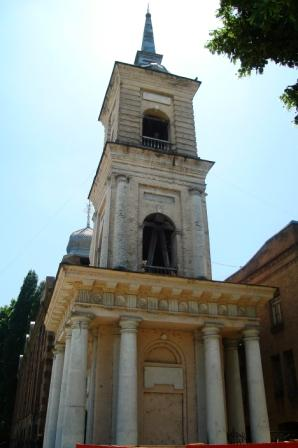
Нова дзвіниця
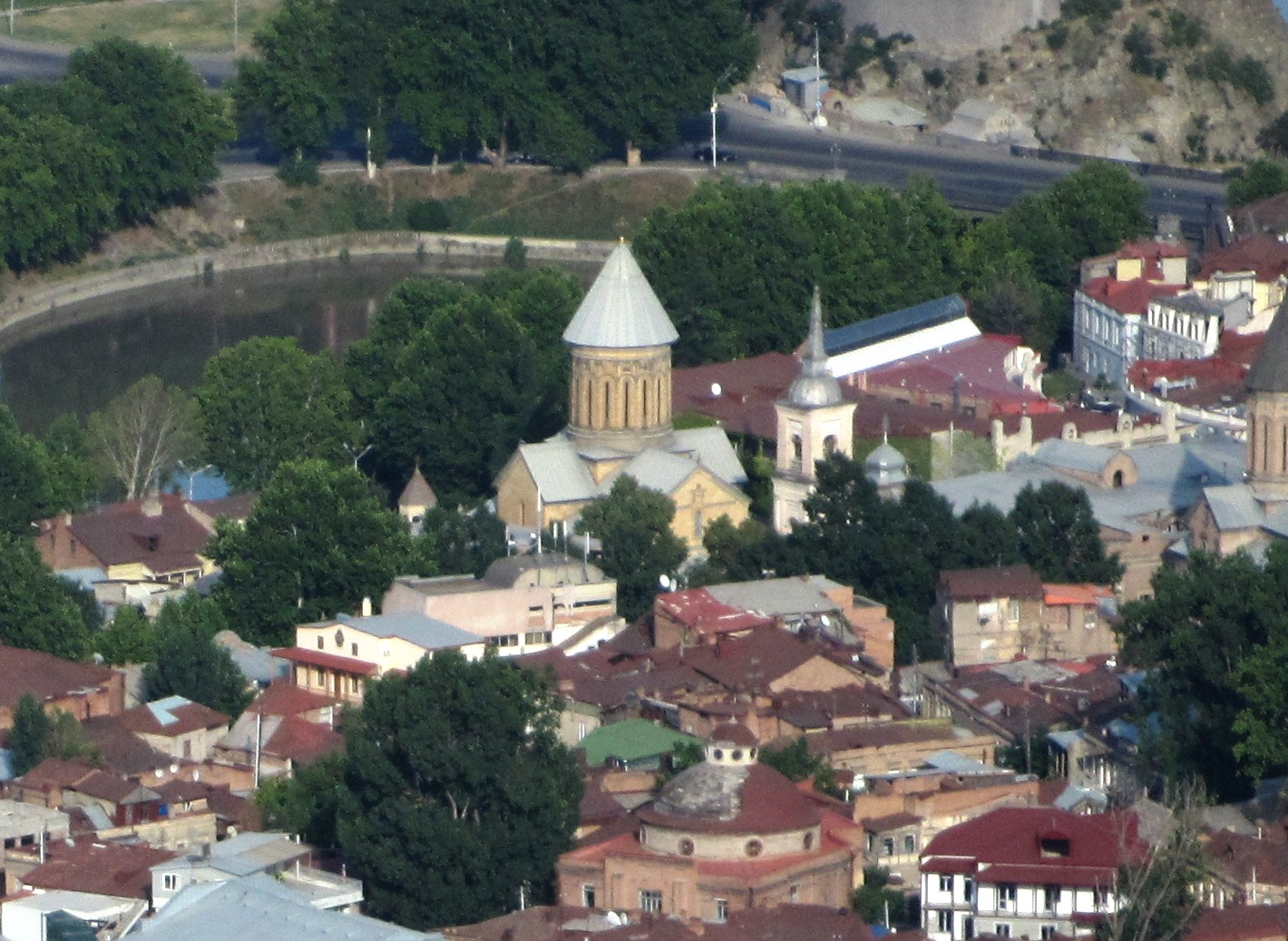
Храм Сіоні
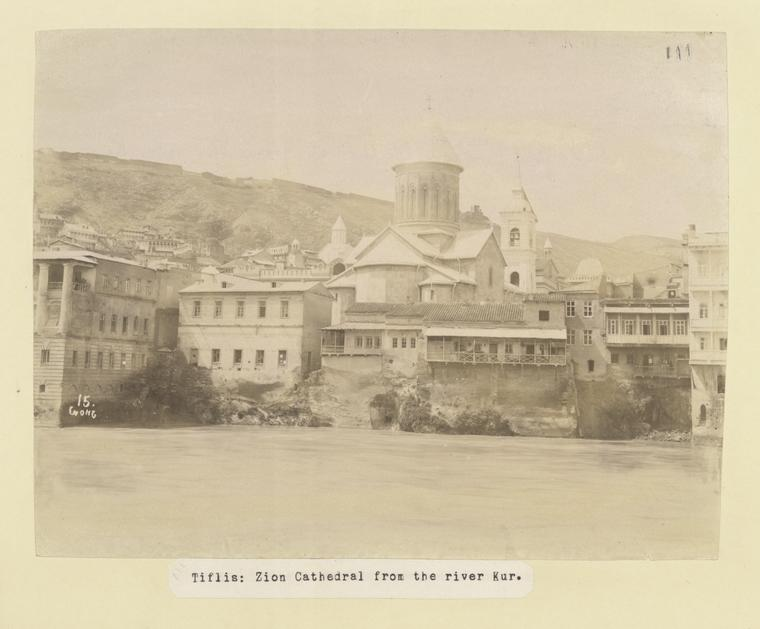
Сіонський кафедральний храм з боку річки Мктварі в 1870-ті роки